# Raffaello Leonardo
Raffaello Leonardo (* 1. Mai 1973 in Neapel) ist ein ehemaliger italienischer Ruderer, der 2004 eine olympische Bronzemedaille gewann. Bei Weltmeisterschaften erruderte er vier Medaillen, darunter zwei Goldene.

## Sportliche Karriere
Der 1,90 m große Raffaello Leonardo gewann bei den Juniorenweltmeisterschaften 1990 Silber im Vierer mit Steuermann, 1991 gewann er Silber im Doppelvierer. 1992 trat er bei den Olympischen Spielen in Barcelona mit dem italienischen Achter an. Die Italiener belegten den neunten Platz unter 14 teilnehmenden Booten.
1993 trat Leonardo bei den Weltmeisterschaften auf dem Ruderkanal Račice im Vierer ohne Steuermann an. Riccardo Dei Rossi, Carmine La Mura, Raffaello Leonardo und Valter Molea belegten als Sieger des B-Finales den siebten Platz in der Gesamtwertung. 1994 rückte Carlo Mornati als Schlagmann für La Mura ins Boot. Bei den Weltmeisterschaften in Indianapolis gewann der italienische Vierer den Titel vor den Franzosen und den Briten. 1995 in Tampere verteidigten die vier Italiener den Titel vor den Briten und den Polen. Bei den Olympischen Spielen 1996 siegten die Australier vor den Franzosen und den Briten, die vier Italiener belegten den sechsten Platz.
Bei den Weltmeisterschaften 1997 belegten Valter Molea, Riccardo Dei Rossi, Raffaello Leonardo und Marco Penna den fünften Platz. Nach einem Jahr ohne Weltmeisterschaftsteilnahme kehrte Leonardo 1999 als Mitglied des italienischen Achters zurück. Bei den Weltmeisterschaften in St. Catharines erreichte der Achter den sechsten Platz. Im Jahr darauf belegte der italienische Achter mit einer halben Sekunde Rückstand auf die drittplatzierten Kroaten den vierten Platz bei den Olympischen Spielen 2000 in Sydney.
2001 trat Raffaello Leonardo bei den Weltmeisterschaften in Luzern zusammen mit Gioacchino Cascone, Pasquale Panzarino und Mario Palmisano im Vierer ohne Steuermann an und erreichte den sechsten Platz. Bei den Weltmeisterschaften 2002 in Sevilla war nur noch Leonardo aus dem Vorjahresvierer übrig. Zusammen mit Niccolò Mornati, Lorenzo Carboncini und Carlo Mornati gewann er die Bronzemedaille hinter den Deutschen und den Briten. In der gleichen Besetzung erreichte der italienische Vierer den fünften Platz bei den Weltmeisterschaften 2003 in Mailand. Vor der Olympiasaison wurde der Vierer erneut umbesetzt. Bei den Olympischen Spielen 2004 in Athen gewann das italienische Boot mit Lorenzo Porzio, Dario Dentale, Luca Agamennoni und Raffaello Leonardo die Bronzemedaille hinter den Booten aus dem Vereinigten Königreich und aus Kanada.
2005 kehrte Leonardo in den Achter zurück. Das italienische Großboot mit Lorenzo Carboncini, Niccolò Mornati, Pierpaolo Frattini, Valerio Pinton, Mario Palmisano, Dario Dentale, Raffaello Leonardo, Carlo Mornati und Steuermann Gaetano Iannuzzi erkämpfte hinter dem US-Boot und vor den Deutschen die Silbermedaille bei den Weltmeisterschaften 2005 in Gifu, nachdem die Italiener in der Weltcup-Saison einmal gewonnen hatten und zweimal den zweiten Platz hinter dem Deutschland-Achter belegt hatten. 2006 bei den Weltmeisterschaften in Eton ruderten Valerio Massimo, Aldo Tramontano, Valerio Pinton und Raffaello Leonardo auf den zwölften Platz im Vierer. 2007 kehrte Leonardo in den Achter zurück, der sich allerdings mit einem 15. Platz bei den Weltmeisterschaften in München nicht für die Olympischen Spiele 2008 qualifizieren konnte. Bei den Olympischen Spielen 2008 in Peking trat Leonardo mit Giuseppe De Vita im Zweier ohne Steuermann an, sie verpassten das A-Finale und im B-Finale belegte Leonardo mit Dario Dentale den fünften Platz, mithin den elften Platz in der Gesamtwertung. 2009 kehrten Leonardo und Dentale in den Achter zurück und belegten den sechsten Platz bei den Weltmeisterschaften sowie den fünften Platz bei den Europameisterschaften. 2010 belegte Raffaello Leonardo zum Abschluss seiner Karriere noch einmal den sechsten Platz im Achter bei den Europameisterschaften.
Raffaello Leonardo ruderte unter anderem für Fiamme Gialle, die Sportfördergruppe der Guardia di Finanza. In Neapel gehörte er dem Ruderklub Posillipo Napoli an. 2004 wurde er als Ritter des Verdienstordens der Italienischen Republik ausgezeichnet.